# Jean de Manderscheid

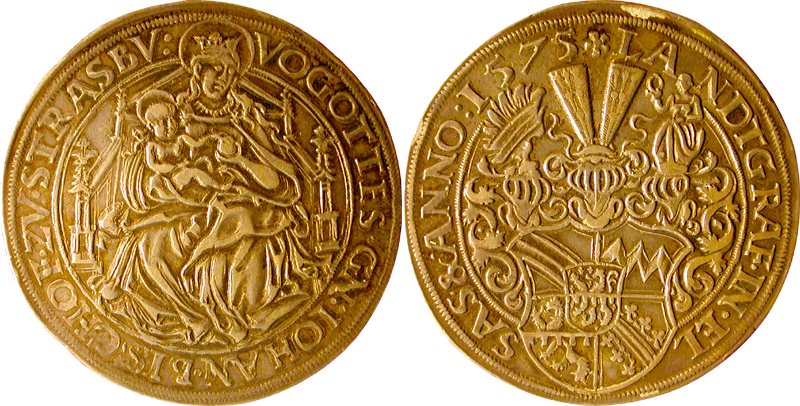
Thaler de Jean de Manderscheid (1575).

Jean de Manderscheid-Blankenheim, né le 8 février 1538 et mort le 2 mai 1592 à Saverne, est un prince-évêque de Strasbourg de 1569 à 1592.

## Biographie
Jean de Manderscheid naît le 8 février 1538. Il est le fils du comte Arnold de Manderscheid et de Marguerite de Wied, une riche famille aristocratique de la région de Trèves. Cela lui permet de devenir chanoine du chapitre cathédral de Cologne dès 1547 puis chancelier à partir de 1562. Il est par ailleurs également membre du Grand Chapitre de Strasbourg. Une première tentative à l’automne 1567 pour devenir évêque de Cologne se solde toutefois par un échec,.
Il est élu évêque de Strasbourg en 1569, mais cherche toujours à obtenir l’évêché de Cologne, malgré un nouvel échec en 1570 lié à l’opposition du pape Pie V. Ces évènements retardent sa confirmation en tant qu’évêque de Strasbourg, qui n’intervient qu’en 1573. Dans les années suivant son élection, il se consacre au renforcement de son pouvoir temporel, négociant en 1578 avec le Magistrat de Strasbourg la prestation de serment traditionnelle en échange de support pour ses réformes. Après avoir de nouveau perdu l’élection à l’épiscopat de Cologne en 1577, et peut-être sous l’influence de Johann Delphius, il se lance de manière plus soutenue dans le support à la Contre-Réforme. Il établit ainsi en 1581 les Jésuites à Molsheim.,.
Les années 1580 marquent toutefois aussi le début d’importants conflits entre l’évêque et le Grand Chapitre, dont une partie des chanoines prend le parti de la Réforme sous l’influence de Gerhardt Truchsess, évêque apostat de Cologne. Le conflit empire encore lorsque ce dernier se réfugie à Strasbourg, ayant été chassé de son diocèse pendant la guerre de Cologne.
Après avoir envisagé d’abdiquer en 1590 en raison des conflits entre protestants et catholiques dans son diocèses, Jean de Manderscheid meurt le 2 mai 1592 à Saverne et est inhumé dans l’église Notre-Dame-de-la-Nativité,.

## Tombeau
En 1596, un monument funéraire dû au sculpteur Henri Hoffmann avait été érigé à Saverne. Il fut détruit à la Révolution, mais l'œuvre est connue par un dessin conservé au musée Národní de Prague.